# Stronger (Britney Spears)
"Stronger" is de derde single van popzangeres Britney Spears' tweede studioalbum Oops!... I Did It Again, die uitkwam in het najaar van 2000. De single werd haar zevende top 20-hit (achter elkaar) in de Nederlandse Top 40, maar tegelijk ook haar eerste single die niet in de top 5 kwam. "Stronger" kwam op zijn hoogst op nummer 14 terecht en stond zeven weken in de Top 40.
Het lied is zowel geschreven als geproduceerd door Max Martin en Rami. In het nummer zingt Spears dat ze haar problemen heeft overwonnen en dat ze sterker is geworden ("stronger than yesterday"). De single wordt gezien als het tweede deel van "...Baby One More Time", waarin Spears zingt dat haar eenzaamheid haar sloopt. In "Stronger" zingt ze dat dit niet langer het geval is.

## Muziekvideo
De video voor "Stronger" werd geproduceerd door Joseph Kahn. De clip werd opgenomen in  oktober 2000 in Los Angeles. De video begint met Spears die aankomt op een feest, waar ze haar vriend betrapt op vreemdgaan met een andere vrouw. Terwijl de vriend haar achtervolgt, volgen ook scènes van Spears die met een stoel danst.
In het tweede deel van de clip zien we haar van het feest wegrijden. Ze komt terecht in een donderbui. Haar auto stopt en ze is gedwongen verder te lopen, in de regen. De video eindigt met Spears die over een brug loopt.

## Remixen/officiële versies
- Albumversie 3:23
- Instrumentale versie 3:23
- Jack D. Elliot Club Mix 6:38
- Mac Quayle Club Mix 7:50
- Miguel Migs Vocal Edit 3:41
- Miguel Migs Vocal Mix 6:31
- Pablo La Rosa's Tranceformation 7:21
- Pimp Juice's "Ain't No Shame In This Vocal Mix Game" Mix 6:50

## Prijzen
De video werd genomineerd voor een MTV Video Music Award in de categorie 'Beste Pop Video'. Ook was Spears met deze single in 2001 genomineerd voor een Teen Choice Award in de categorie 'Choice Single'.
| Jaar | Show                   | Prijs           | Resultaat |
| ---- | ---------------------- | --------------- | --------- |
| 2001 | MTV Video Music Awards | Beste Pop Video | Nominatie |
| 2001 | Teen Choice Awards     | 'Choice' Single | Nominatie |

| Stronger in de Nederlandse Top 40 | Stronger in de Nederlandse Top 40 | Stronger in de Nederlandse Top 40 | Stronger in de Nederlandse Top 40 | Stronger in de Nederlandse Top 40 | Stronger in de Nederlandse Top 40 | Stronger in de Nederlandse Top 40 | Stronger in de Nederlandse Top 40 | Stronger in de Nederlandse Top 40 |
| Week                              | 1                                 | 2                                 | 3                                 | 4                                 | 5                                 | 6                                 | 7                                 | 8                                 |
| --------------------------------- | --------------------------------- | --------------------------------- | --------------------------------- | --------------------------------- | --------------------------------- | --------------------------------- | --------------------------------- | --------------------------------- |
| Positie                           | 28                                | 18                                | 14                                | 15                                | 17                                | 23                                | 32                                | uit                               |